# Бушбергзе
Бушбергзе (нем. Buschbergsee — в переводе «озеро Бушберг») — охраняемый крупный биотоп (в кадастре охраняемых биотопов (Schutzwürdige Biotop) — «нуждающийся в охране»), расположенный в черте города Леверкузен. Его охранный индекс — BK-LEV-0001. Занимает площадь около 27,4 га.

## География

### Положение
Озеро-биотоп Бушберг находится на границе Леверкузена и Монхайма и в последнее время по этой территории велись дебаты, поскольку Монхайм претендует на этот район для своих промышленных новостроек. Защите биотопа способствует отсутствие на его границах оживлённых автодорог, за исключение местных просёлков.

### Геоморфология территории биотопа
Вся площадь Бушбергзе расположена на первой надпойменной аккумулятивной террасе Рейна и имеет слегка волнистый характер. Под слоем почвы находится толща песчано-галечных отложений древнего Рейна, отложенных в четвертичный период. Отметки абсолютных высот по границам биотопа колеблются от 40.5 до 44;2 метра. Эти пограничные плоские участки биотопа, заросшие кустарником и низкорослыми деревьями, обрываются крутыми склонами к озеру, поверхность водного зеркала которого расположена до 10 метров ниже указанных отметок (средняя отметка составляет 34,1 м. Глубина озера местами превышает три метра. По озеру разбросаны более десятка небольших островов с крутыми надводными склонами высотой до 3 метров.

## Общая характеристика
До Второй мировой войны в этих местах действовало всего два небольших частых карьера, но после войны карьерами были заняты значительные территории пашни, что вызвало недовольство местных фермеров. Так как разрешение на добычу гравийных материалов были подписаны вплоть до 2008 года, то с этим было трудно бороться. И только в 2008 году последние рабочие ушли из карьера и он естественным путём наполнился водой и началось формирование своего особого биотопа. Здесь уже нашли место своего постоянного обитания такие животные, как камышовая жаба и береговушки.
Новый биотоп со всех сторон имеет капитальные ограждения, поэтому недоступен не только рыболовам и любителям купания, но и вообще всем туристам и посетителям, любителям природы. В настоящее время биотоп охраняется и изучается сотрудниками NABU (природоохранный союз Германии) Кёльна и Леверкузена. В нескольких местах биотопа установлены вышки для наблюдения за животным миром, наполняющим новую охраняемую территорию.

## Малые водные биотопы
Основным объектом охраны и изучения является озеро. Оно разделено на четыре малых биотопа:
- BT-LEV-00014 (Думми). Занимает северную половину водоёма общей площадью 8.9654 га. Выявлена следующая подводная растительность: роголистник погружённый, рдест курчавый, рдест гребенчатый, уруть колосистая, хара ломкая, нителлопсис притупленный и шелковник волосолистный.
- BT-LEV-00015 (также Думми). Занимает южную половину озера общей площадью 9.5314 га. Подводная растительность временно отсутствует, так как здесь глубины превышают 3 метра.
- BT-LEV-00017. Небольшой отдельный водоём в восточной части биотопа общей площадью 0.3431 га. Мир подвождых растений не изучался. Основное место для размножения зелёных (прудовых) лягушек и тростниковых жаб.
- BT-LEV-00023 (Думми). Небольшой участок на западе водоёма площадью 0.0768 га. Выявлены следующие подводные растения: роголистник погружённый, хара обыкновенная, фортиналис гипновидный и дзанникеллия болотная.

Из рыб в озере размножаются карпы.

## Наземная флора и фауна
Среди кустарников и древостоя выделяются: облепиха крушиновидная, тополь бальзамический, осина, ива белая, ива козья, берёза повислая, буддлея Давида и тополь белый.
среди травянистых определены: вейник наземный, зверобой продырявленный, морковь дикая, ослинник двулетний, девясил растопыренный и золотарник канадский.
Цветковые растения активно опыляются пчёлами. Проблемой биотопа являются появляющиеся здесь канадские казарки.

## Галерея

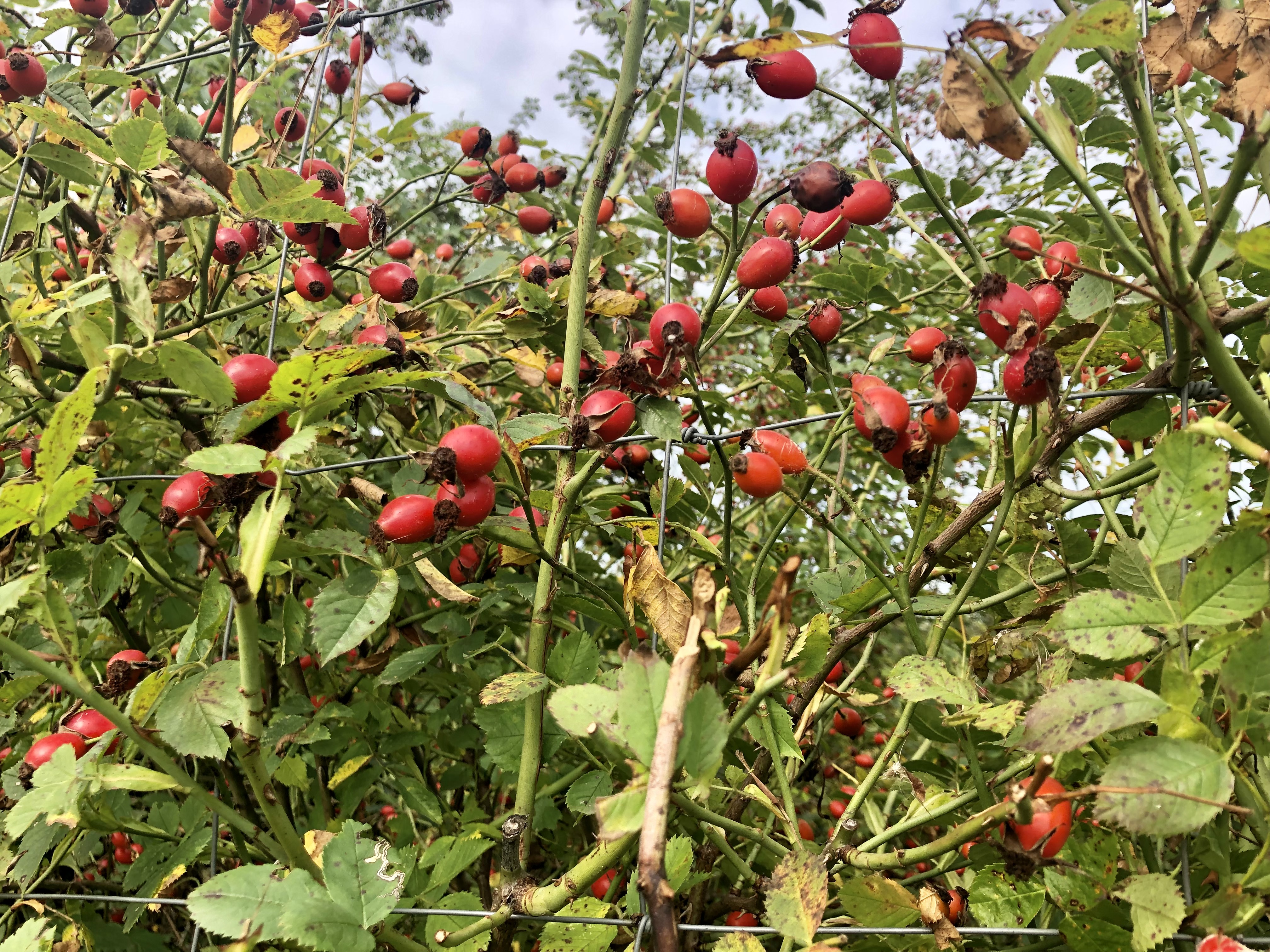
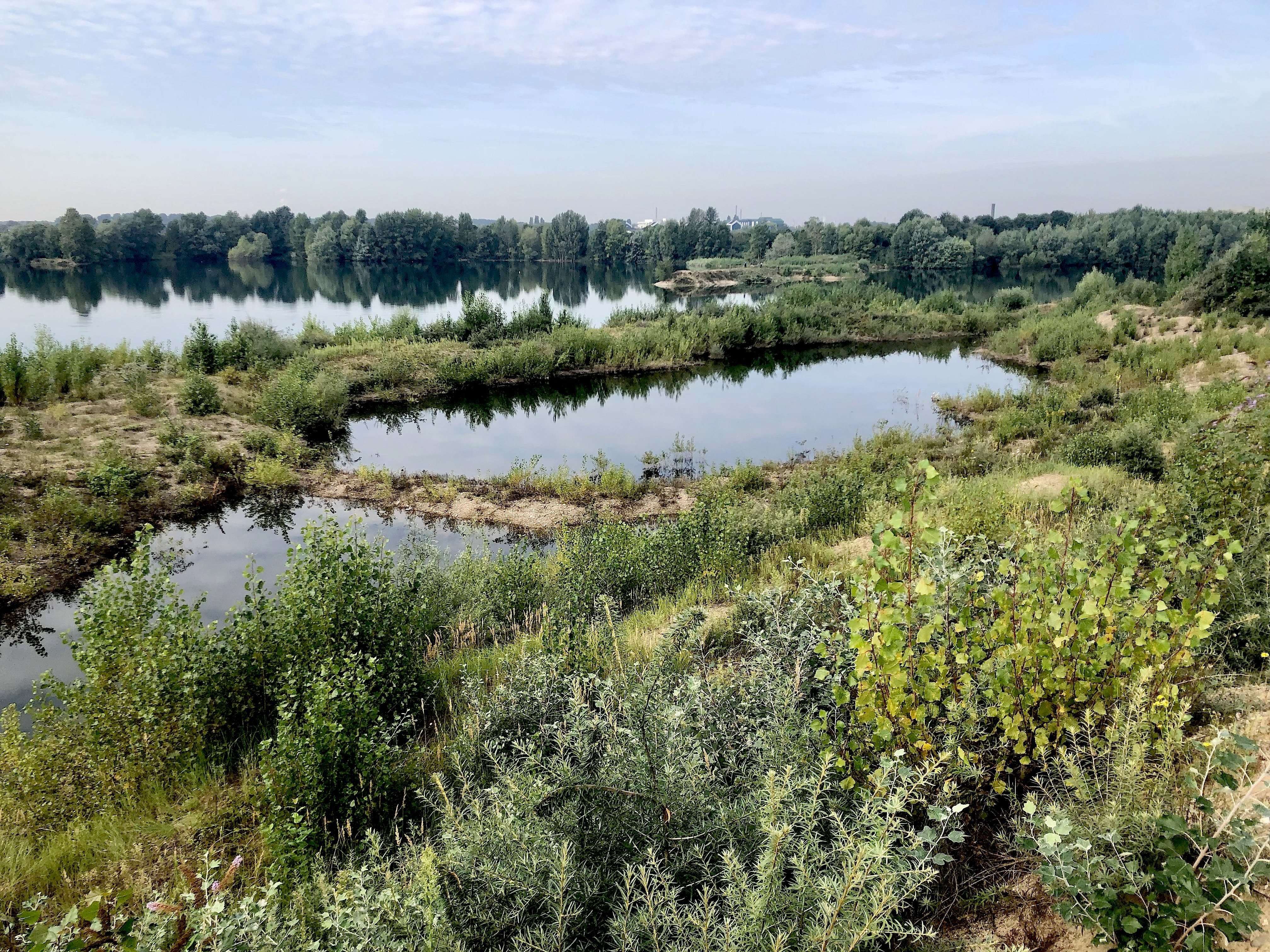
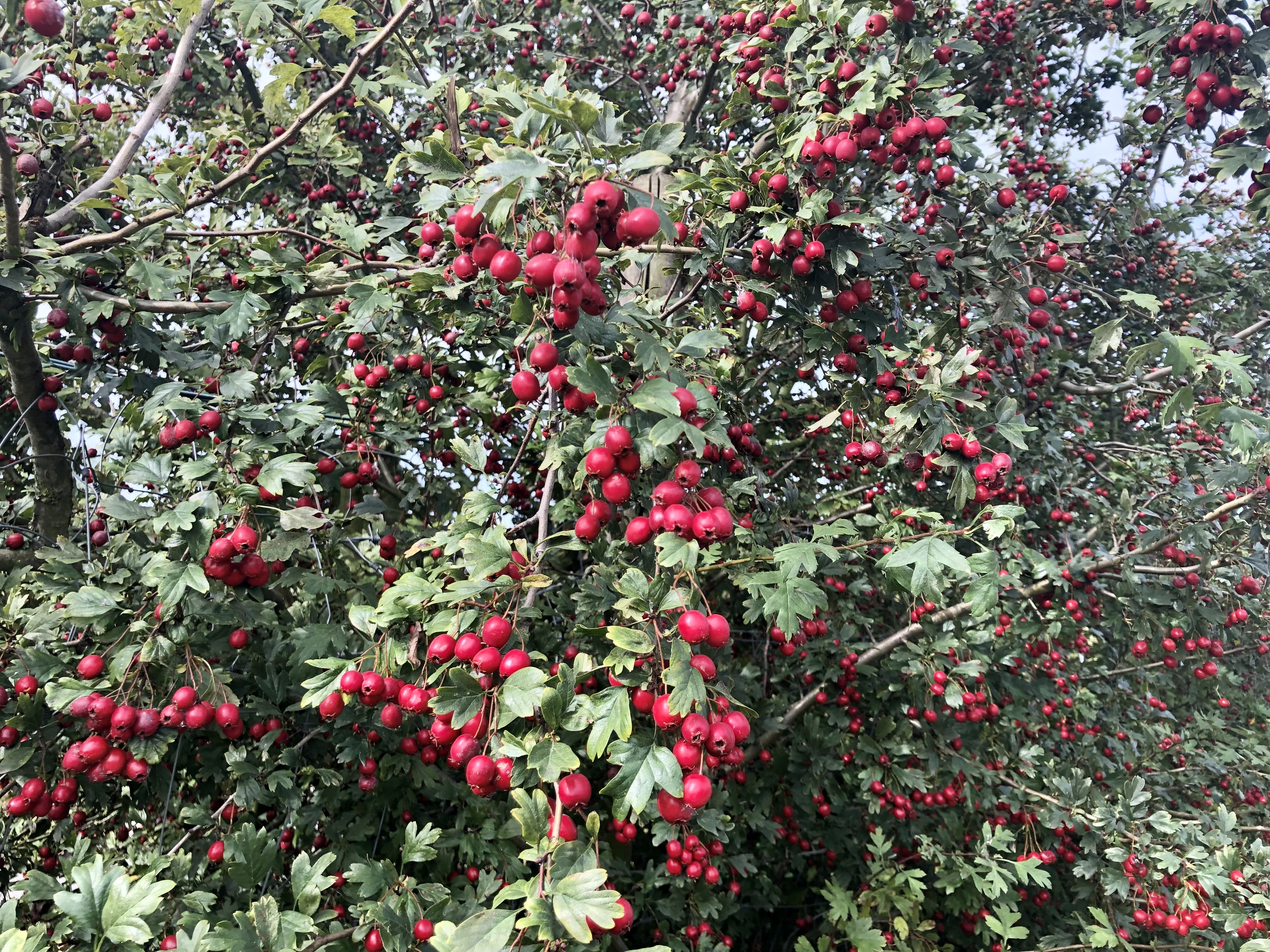
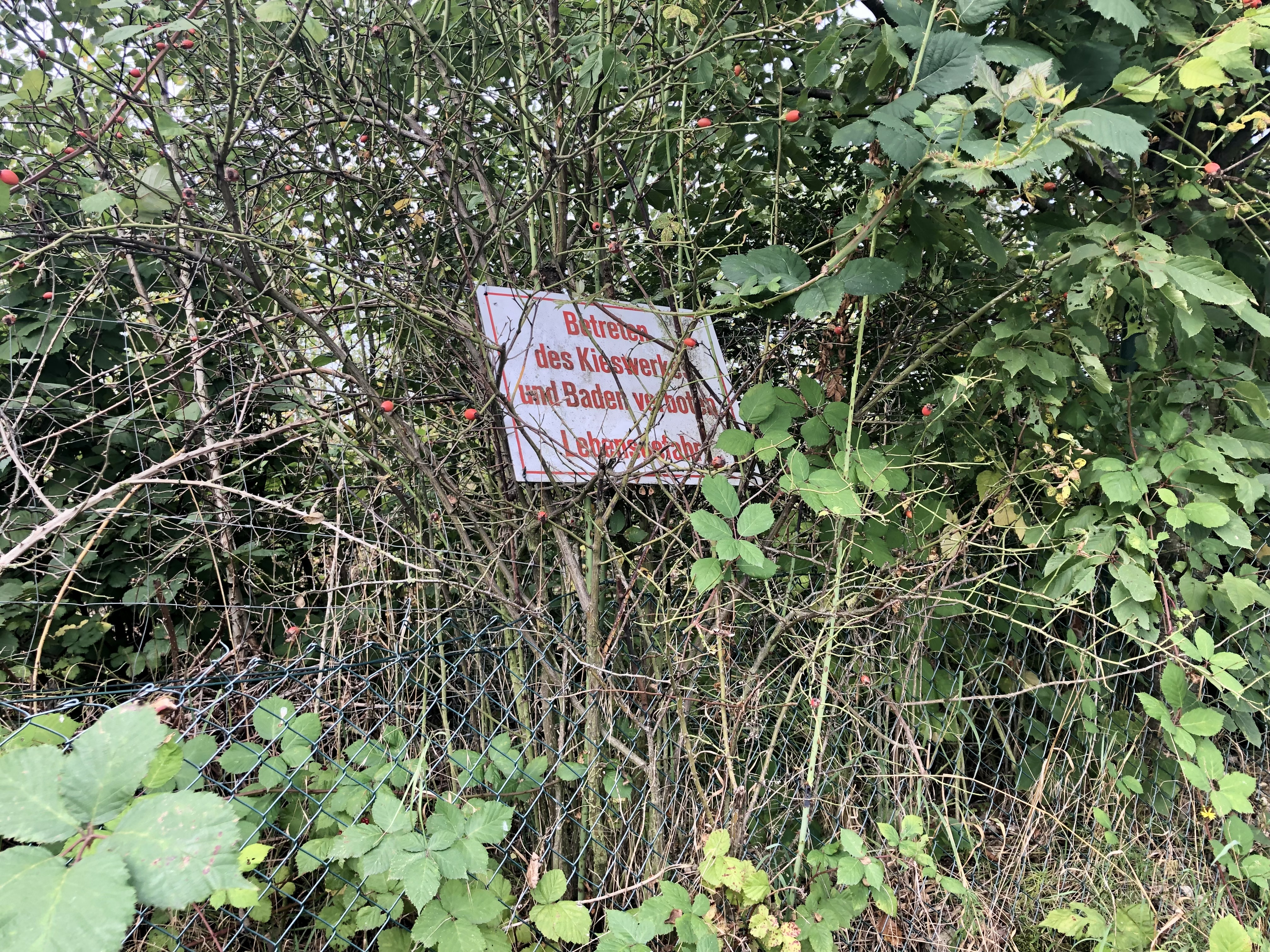
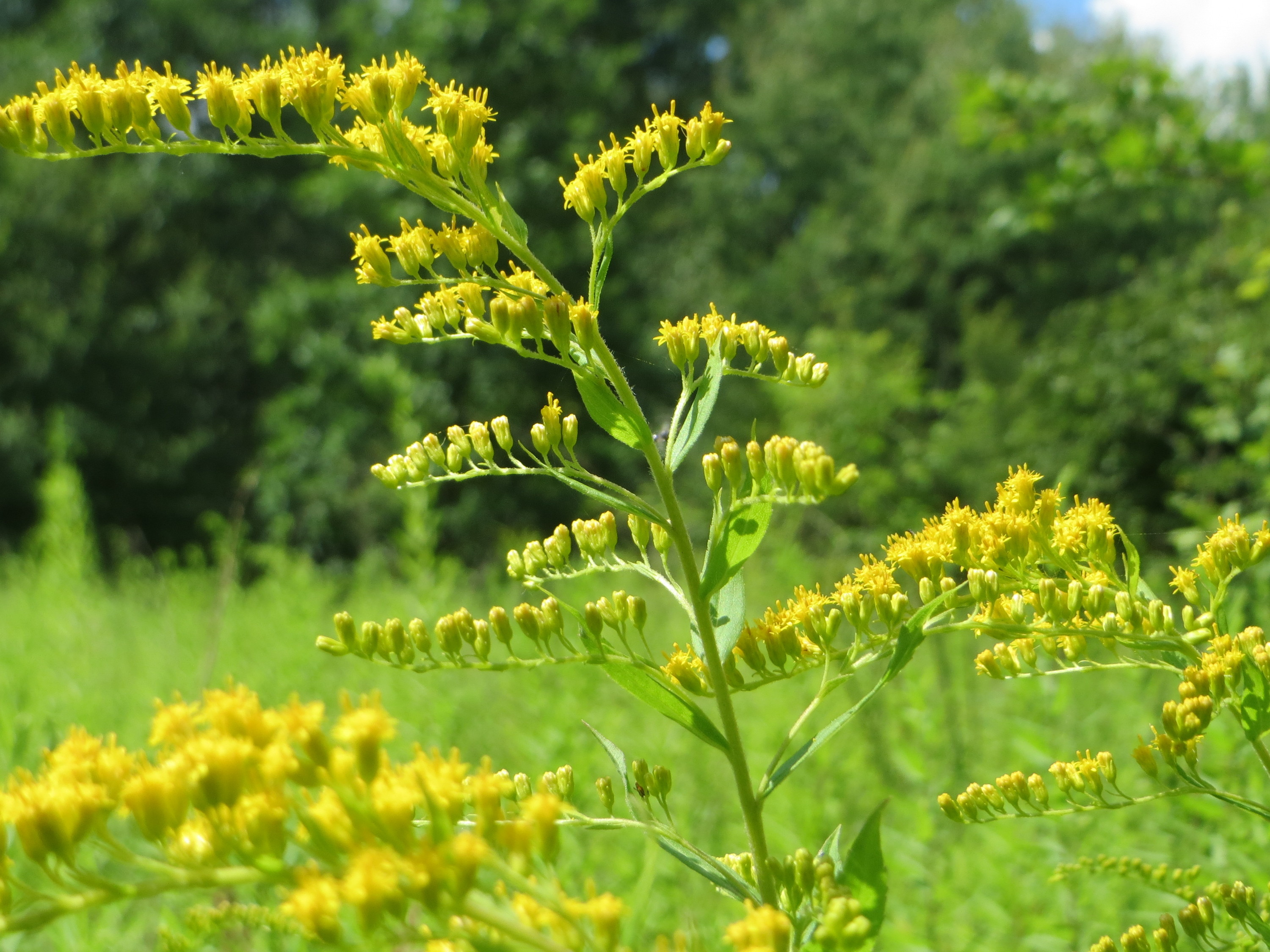
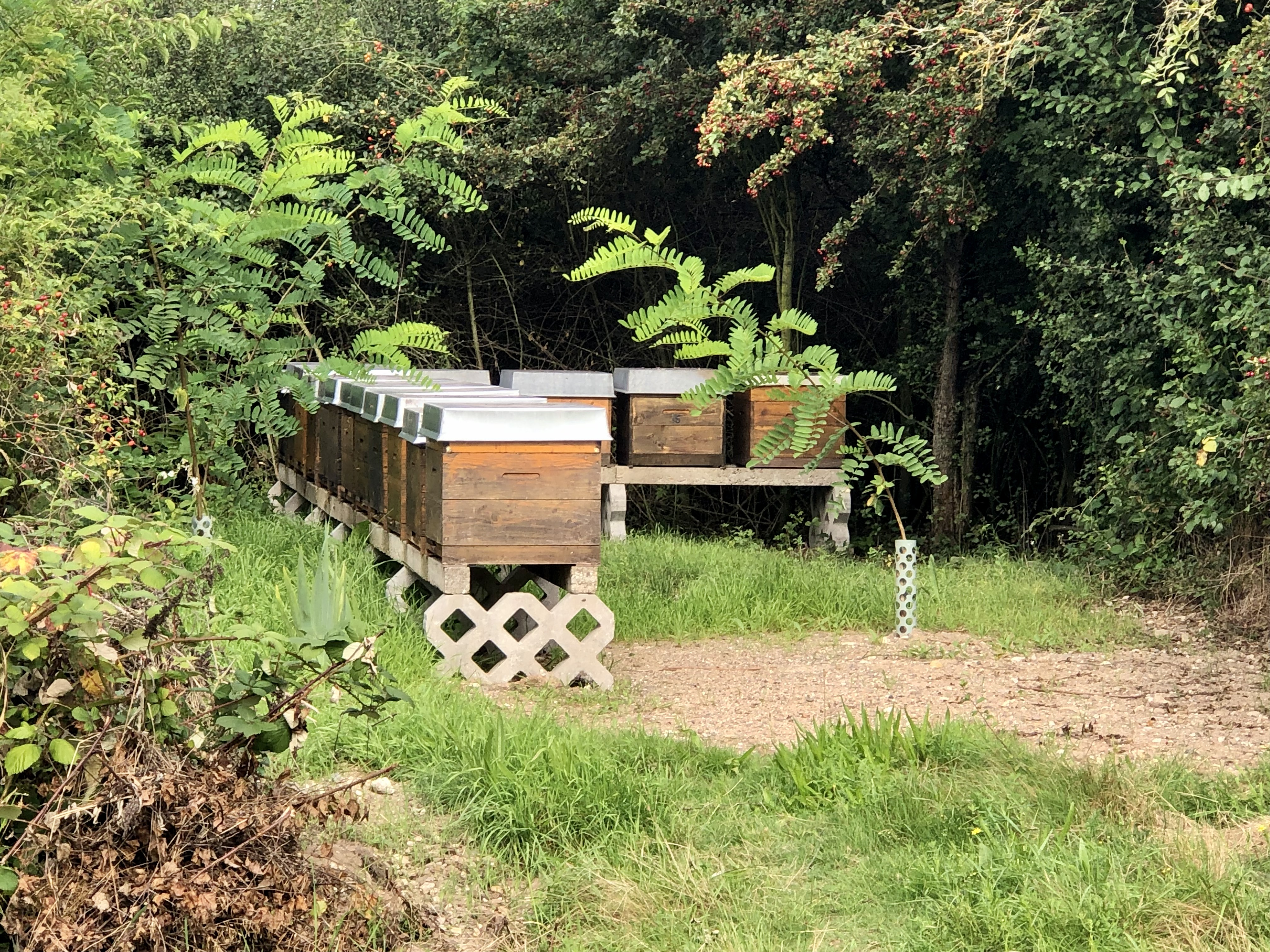
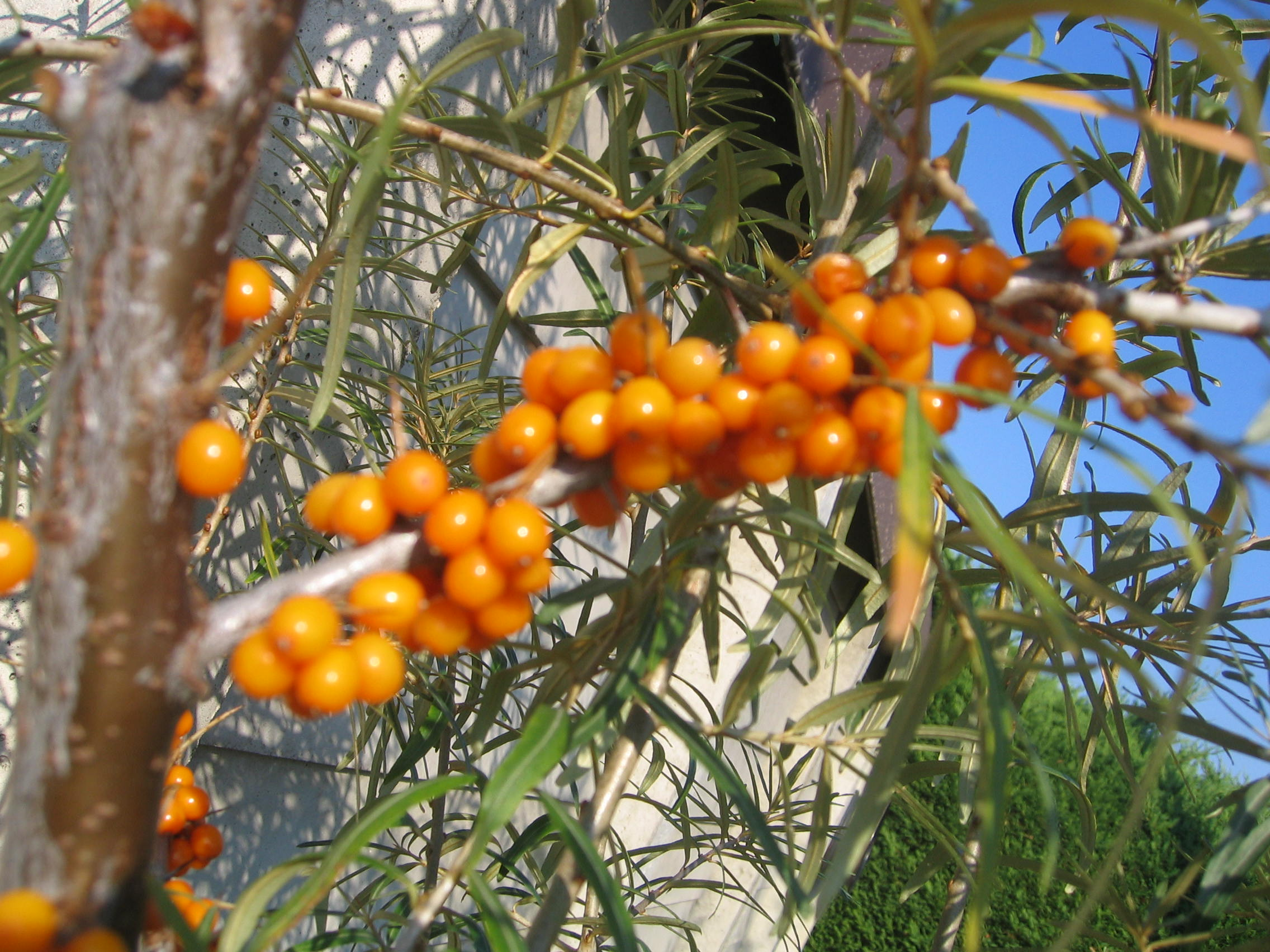